# Ingrediente farmacêutico ativo
Ingrediente Farmacêutico Ativo (IFA) é um insumo utilizado para a produção de diversos tipos de produtos, incluindo pesticidas, medicamentos e vacinas, como a da covid-19. Segundo a Agência Brasil, é a "substância capaz de produzir o efeito desejado", pois "contém o corpo do micro-organismo 'morto'". 
Segundo um texto da Anvisa: "é uma substância química ativa, fármaco, droga ou matéria-prima que tenha propriedades farmacológicas com finalidade medicamentosa, utilizada para diagnóstico, alívio ou tratamento, empregada para modificar ou explorar sistemas fisiológicos ou estados patológicos, em benefício da pessoa na qual se administra. É o princípio ativo do medicamento". 
É, segundo o UOL, a "substância  que confere a atividade farmacológica à vacina ou a qualquer outro medicamento". 
A OMS o IFA ( API - active pharmaceutical ingredient", como "qualquer substância ou combinação de substâncias usadas em um produto farmacêutico acabado produto (FPP), destinado a fornecer atividade farmacológica ou de outra forma ter efeito direto no diagnóstico, cura, mitigação, tratamento ou prevenção de doenças, ou ter efeito direto na restauração, correção ou modificação das funções fisiológicas em seres humanos". 
Em inglês geralmente é chamado apenas de ingrediente ativo (leia na Wikipédia em inglês o artigo active ingredient).

## Tipos
Existem IFAS de origem animal, de origem vegetal e sintéticos, como a dipirona.  
Durante a pandemia de covid-19, o IFA de origem animal foi produzido com ovos, dentro dos quais uma parte do vírus Sars-Cov-2 (ou similar) era "cultivado". A mistura era depois purificada para ser usada na produção das vacinas. No Brasil, no entanto, a Fiocruz já usava ovos desde os anos 1930 para a produção do IFA utilizada na vacina da febre amarela, por exemplo. 